# Tatár Csilla

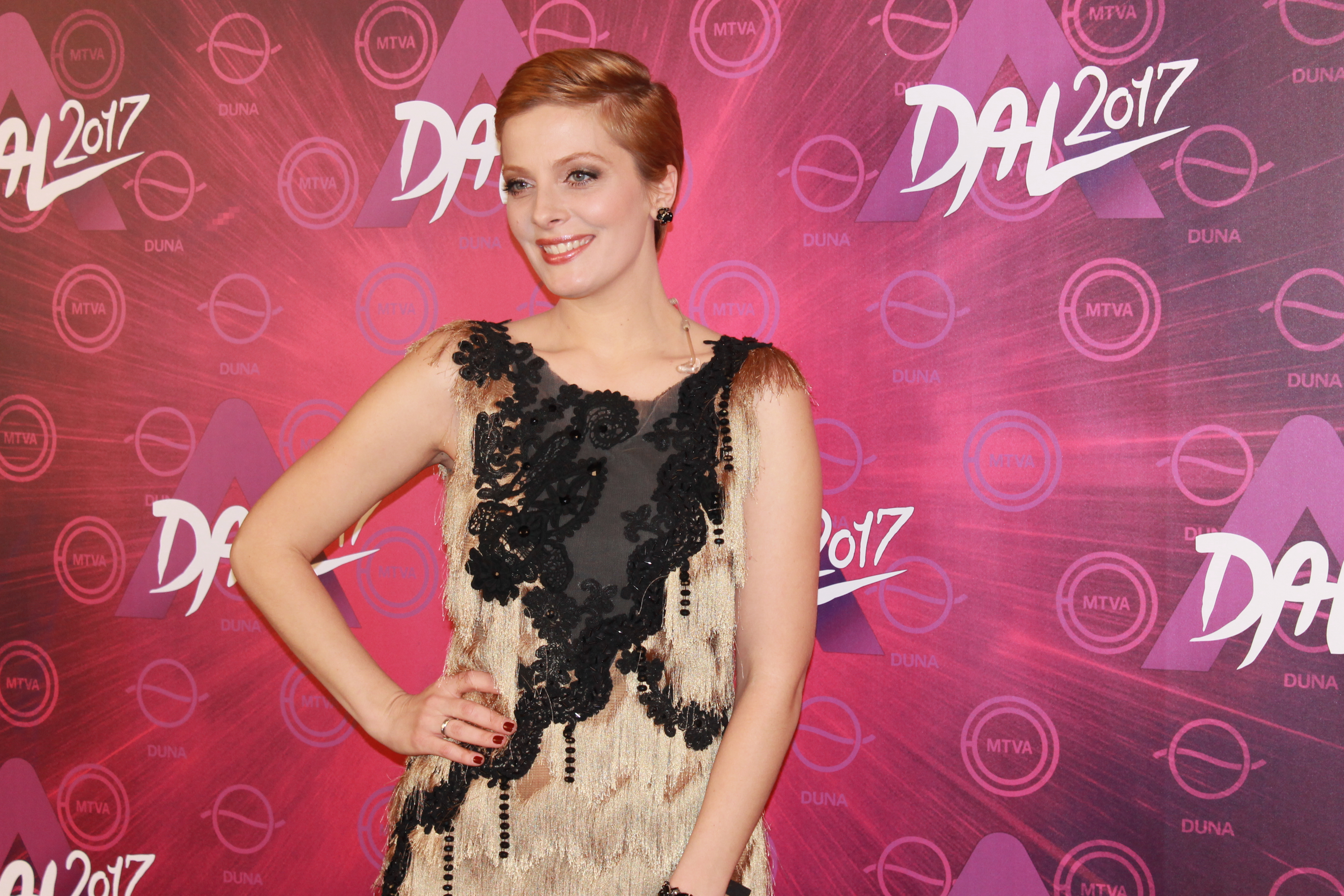
Tatár Csilla, A Dal 2017 egyik házigazdája 2017. február 4-én

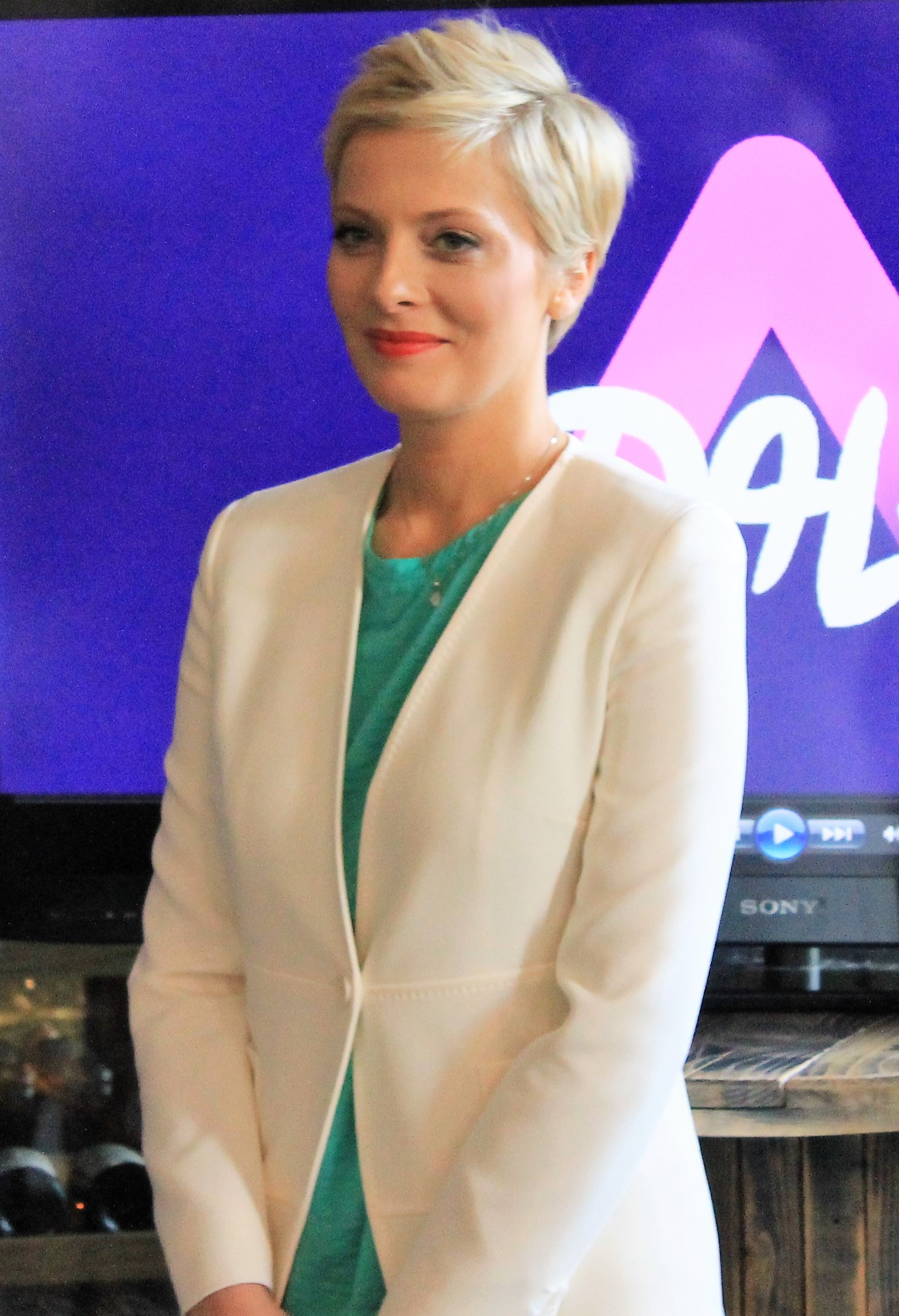
Tatár Csilla, a 2017-es Eurovíziós Dalfesztivál előtt a Március 15. téren

Tatár Csilla (Budapest, 1983. május 27. –) magyar műsorvezető, riporter.

## Élete
13 évesen, 1996-ban volt első szereplése, amikor a Duna Televíziónál egy verset szavalt. 2002 óta riporter, szerkesztő. 2009-ben szerzett diplomát a Budapesti Kommunikációs és Üzleti Főiskola hallgatójaként.
12 éven át a TV2 műsorvezetője volt, majd 2014 decemberében felmondott a csatornánál és az MTVA-hoz igazolt. Itt első munkájaként az Eurovíziós Dalfesztivál nemzeti válogatóműsorának, A Dalnak lett a műsorvezetője.
2015. május 23-án ő ismertette Magyarország pontjait az Eurovíziós Dalfesztiválon. Előtte 2007 óta minden évben, amikor részt vett Magyarország, Novodomszky Éva látta el ezt a feladatot.

#### Magánélete
Az unokatestvérének esküvőjén 2005-ben ismerkedett meg Gönczi Gáborral, akivel 2007 nyarán összeházasodtak. 2014-ben szakítottak és 2015 elején váltak el hivatalosan. A második férjéhez, Kunos Balázshoz, a Samsung vállalat egyik vezetőjéhez 2015-ben ment hozzá. Az első gyermekük Milán Ruben 2015 novemberében, majd 2020-ban lányuk, Mimi Elza is megszületett.

## Műsorai

### TV2 csoport
- Aktív (2002–2011) szerkesztő-riporter
- Magellán (2002–2006) szerkesztő-riporter
- Favorit (2007) szerkesztő-riporter
- Kölykök (2007) line-producer
- Macsólabor (2009) műsorvezető
- Megamánia (2010) szerkesztő-műsorvezető
- MegaBackstage (2012) műsorvezető
- A Szépségkirálynő (2012, 2013) műsorvezető
- Mokka (2011–2014) műsorvezető
- Csak show és más semmi! (2018) versenyző

### Duna Média
- A Dal (2015) – műsorvezető, Harsányi Leventével (M1, Duna World)
- Én vagyok itt! (2015) – műsorvezető (M2 Petőfi)
- Böngésző (2015) – műsorvezető (M2 Petőfi)
- Elővízió (2015, 2016, 2017) – műsorvezető, a magyarországi szavazatok szóvivője (Duna)
- Miss World Hungary – Magyarország szépe (2015) – műsorvezető, Harsányi Leventével (Duna)
- A Dal (2016) – műsorvezető, Harsányi Leventével (Duna, Duna World)
- Magyarország, szeretlek! (2016) – csapatkapitány (Duna)
- Miss World Hungary – Magyarország szépe (2016) – műsorvezető, Harsányi Leventével (Duna)
- 47. Debreceni virágkarnevál (2016) – műsorvezető, Szente Vajkkal (Duna World)
- A Dal (2017) – műsorvezető, Harsányi Leventével (Duna, Duna World)

### ATV
- Mondd el Tatár Csillának! - műsorvezető (ATV (2020-)

## Díjai
- Az év műsorvezetője (Glamour Women of the Year, 2012)
- Az év legfittebb műsorvezetője (Fitbalance Award, 2014)